# Tony Sharpe
Tony Sharpe, född den 26 juli 1961 i Kingston, Jamaica, är en kanadensisk friidrottare inom kortdistanslöpning.
Han tog OS-brons på 4 x 100 meter vid friidrottstävlingarna 1984 i Los Angeles. 